# Pierre Londe
Pour les articles homonymes, voir Londe.
Pierre Londe, né le 15 octobre 1922 à Paris et mort le 27 décembre 1999 à Neuilly-sur-Seine, est un ingénieur français spécialiste des barrages, directeur de Coyne et Bellier (en), président de la Commission internationale des grands barrages et du Comité français de mécanique des roches (CFMR) de 1972 à 1975, et membre du Comité des Applications de l’Académie des Sciences (CADAS). Il fut chargé du cours sur les barrages à l'École des ponts et chaussées et prit part à l'étude de plus de 160 barrages.

## Quelques publications
- Les barrages en terre compactes : pratiques américaines, avec Georges Post (1953)
- Progrès récents dans l'étude et la construction des barrages et des réservoirs situés sur des alluvions profondes, sur des terrains karstiques, ou des terrains difficiles (1970)
- La mécanique des roches et les fondations des grands barrages (1973)
- Les barrages (1998)

## Sources
- Académie des sciences, Comptes rendus de l'Académie des sciences: La vie des sciences, Volume 1, Gauthier-Villars, 1er janvier 1984
- P.Delage, P.Habib, V. de Gennaro, La sécurité des grands ouvrages: Hommage à Pierre Londe, 2000, 2002
- Jacques Bourdillon, Les ingénieurs des ponts et chaussées au service de l'Afrique, 2011